# Campionati italiani di duathlon del 2017
I Campionati italiani di duathlon del 2017 sono stati organizzati dalla Federazione Italiana Triathlon e si sono tenuti a Quinzano d'Oglio in Lombardia, in data 2 aprile 2017
Tra gli uomini ha vinto Bruno Pasqualini (Torino Triathlon), mentre la gara femminile è andata a Sara Dossena (Raschiani Tri Pavese).

## Risultati

### Élite uomini
| Pos. | Atleta                      | Società sportiva             | Corsa    | Bici     | Corsa    | Totale   |
| ---- | --------------------------- | ---------------------------- | -------- | -------- | -------- | -------- |
|      | Bruno Pasqualini            | Torino Triathlon             | 00:32:36 | 01:00:43 | 00:17:07 | 01:51:58 |
|      | Marcello Ugazio             | Azzurra Triathlon Team       | 00:32:22 | 01:01:38 | 00:17:09 | 01:52:34 |
|      | Federico Gregorio Incardona | No Limits Friends            | 00:33:34 | 01:00:13 | 00:17:45 | 01:53:05 |
| 4    | Stefano Luciani             | Sportego Team                | 00:33:35 | 01:00:09 | 00:18:12 | 01:53:27 |
| 5    | Davide Rossetti             | Team Bike Gussago            | 00:33:27 | 01:01:45 | 00:18:21 | 01:55:18 |
| 6    | Alessio Buraccioni          | Minerva Roma                 | 00:33:28 | 01:02:50 | 00:17:32 | 01:55:18 |
| 7    | Pierluigi Senor             | Torino Triathlon             | 00:34:20 | 01:01:50 | 00:18:33 | 01:56:38 |
| 8    | Huber Rossi                 | Freezone                     | 00:33:42 | 01:04:15 | 00:17:54 | 01:57:28 |
| 9    | Jacopo Lodi                 | Triathlon Cremona Stradivari | 00:34:40 | 01:04:00 | 00:18:31 | 01:59:01 |
| 10   | Simone Mantolini            | The Hurricane                | 00:34:40 | 01:04:14 | 00:18:34 | 01:59:08 |
| 11   | Fabio Giacomelli            | Freezone                     | 00:34:36 | 01:05:29 | 00:18:14 | 01:59:54 |
| 12   | Giovanni Bianco             | Triathlon Team Ravenna       | 00:32:49 | 01:07:23 | 00:19:09 | 02:00:52 |
| 13   | Michele Sarzilla            | Raschiani Tri Pavese         | 00:32:38 | 01:09:11 | 00:17:46 | 02:01:05 |
| 14   | Luca Renzi                  | T.D. Rimini                  | 00:34:42 | 01:06:30 | 00:18:14 | 02:01:11 |
| 15   | Massimo Giacopuzzi          | Liger Team Keyline           | 00:34:21 | 01:06:32 | 00:18:36 | 02:01:22 |
| 16   | Massimo Lavelli             | Freezone                     | 00:33:32 | 01:08:18 | 00:18:27 | 02:01:50 |
| 17   | Gabriele Benedetti          | Triathlon Team Spezia        | 00:33:43 | 01:07:26 | 00:19:15 | 02:02:03 |
| 18   | Pietro Carrara              | CUS Parma                    | 00:36:13 | 01:04:17 | 00:19:28 | 02:02:06 |
| 19   | Francesco Gualtieri         | T.D. Rimini                  | 00:37:33 | 01:03:35 | 00:19:42 | 02:02:31 |
| 20   | Alessio Cappa               | Feralpi Triathlon            | 00:35:46 | 01:05:58 | 00:19:22 | 02:02:47 |

### Élite donne
| Pos. | Atleta              | Società sportiva        | Corsa    | Bici     | Corsa    | Totale   |
| ---- | ------------------- | ----------------------- | -------- | -------- | -------- | -------- |
|      | Sara Dossena        | Raschiani Tri Pavese    | 00:34:49 | 01:13:27 | 00:18:45 | 02:08:46 |
|      | Sharon Spimi        | Pol. Riccione           | 00:39:29 | 01:10:04 | 00:20:54 | 02:12:07 |
|      | Irene Coletto       | CY Laser TriSchio       | 00:40:10 | 01:09:18 | 00:21:05 | 02:12:15 |
| 4    | Alice Capone        | Raschiani Tri Pavese    | 00:38:14 | 01:13:08 | 00:21:01 | 02:13:56 |
| 5    | Roberta Maule       | Peschiera Triathlon     | 00:40:03 | 01:14:16 | 00:21:21 | 02:17:27 |
| 6    | Patrizia Dorsi      | Piacenza Triathlon Vivo | 00:42:06 | 01:12:07 | 00:23:07 | 02:19:09 |
| 7    | Maria Alfonsa Sella | T.D. Rimini             | 00:40:03 | 01:17:22 | 00:21:15 | 02:20:27 |
| 8    | Marinella Sciuccati | Triathlon Novara        | 00:42:57 | 01:14:32 | 00:23:14 | 02:23:00 |
| 9    | Barbara Davolio     | Woman Triathlon Italia  | 00:44:56 | 01:12:09 | 00:25:22 | 02:24:30 |
| 10   | Nicole Cantoni      | Freezone                | 00:42:05 | 01:16:40 | 00:24:05 | 02:24:38 |
| 11   | Silvia Tabacco      | Woman Triathlon Italia  | 00:42:38 | 01:16:29 | 00:23:25 | 02:24:49 |
| 12   | Giulia Ramponi      | Padova Nuoto Triathlon  | 00:44:36 | 01:15:12 | 00:23:22 | 02:24:59 |
| 13   | Michela Rovescala   | Raschiani Tri Pavese    | 00:43:10 | 01:18:12 | 00:23:42 | 02:27:12 |
| 14   | Evgeniya Kovaleva   | CUS Parma               | 00:42:39 | 01:18:35 | 00:24:51 | 02:27:52 |
| 15   | Francesca Ravazzolo | Padova Nuoto Triathlon  | 00:45:12 | 01:17:19 | 00:23:34 | 02:28:09 |
| 16   | Jessica Comparin    | Feralpi Triathlon       | 00:46:06 | 01:16:29 | 00:23:03 | 02:28:09 |
| 17   | Elisa Razzi         | Tri Evolution           | 00:44:22 | 01:17:43 | 00:24:12 | 02:28:16 |
| 18   | Ilaria Zavanone     | Raschiani Tri Pavese    | 00:42:05 | 01:18:21 | 00:25:50 | 02:28:25 |
| 19   | Silvia Guenzani     | Varese Triathlon        | 00:41:07 | 01:23:55 | 00:21:44 | 02:28:41 |
| 20   | Pia Panzironi       | Padova Nuoto Triathlon  | 00:43:17 | 01:19:46 | 00:23:51 | 02:29:12 |